# Alkmene (ópera)

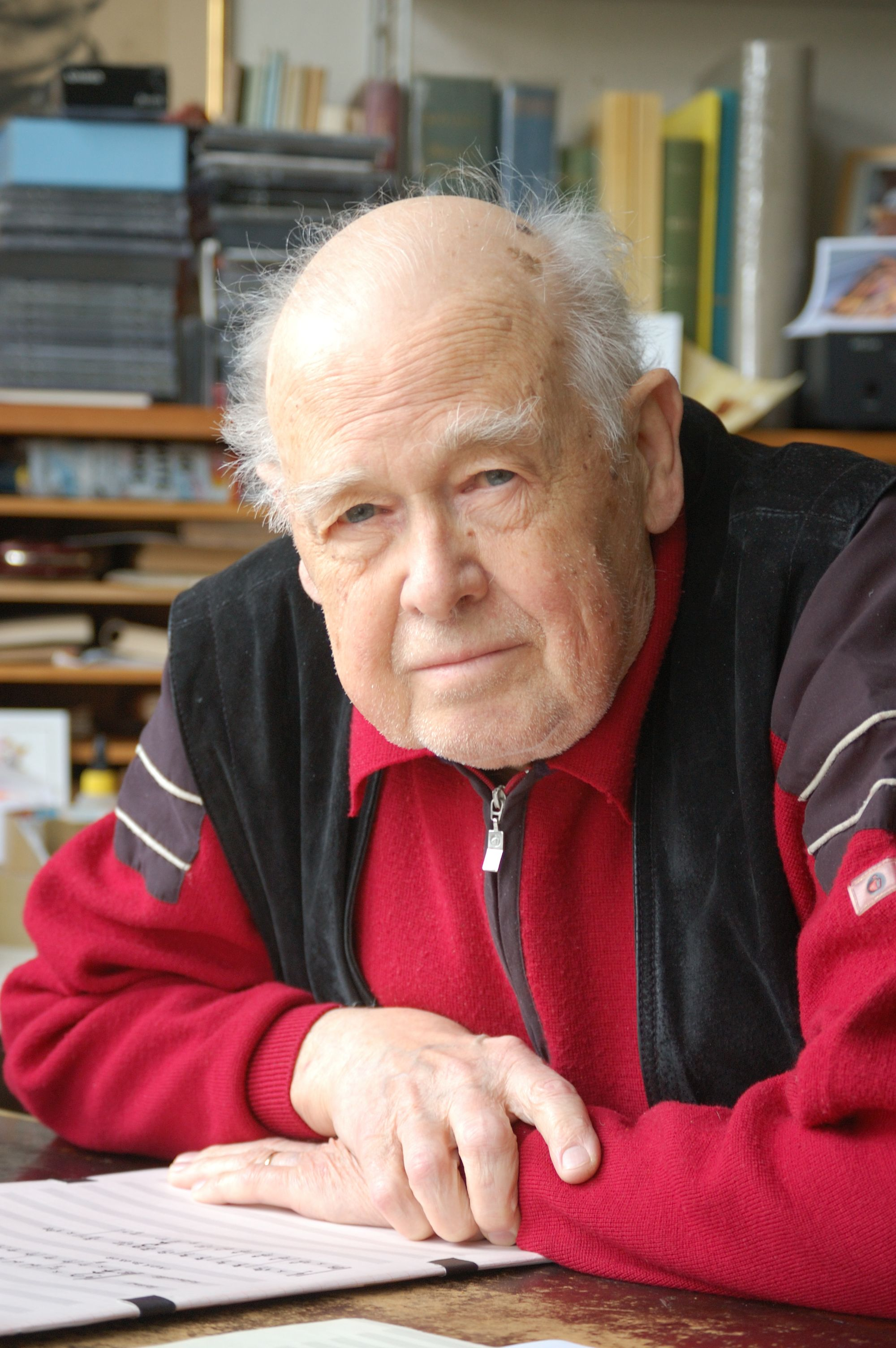
La historia de esta ópera está basada en la obra “Anfitrión” escrita por Heinrich von Kleist, que a su vez se inspiró en la obra homónima de Molière. El estreno de la ópera de Klebe tuvo lugar en la Deutsche Oper Berlin el 25 de septiembre de 1961.

Alkmene op. 36,  es una ópera en tres actos con música y libreto de Giselher Klebe.
La historia está basada en la obra Anfitrión, de Heinrich von Kleist, que a su vez se basó en la  obra homónima de Molière.
La ópera de Klebe se estrenó en la Deutsche Oper Berlin el 25 de septiembre de 1961.

## Personajes
| Personaje                              | Tesitura              | Reparto del estreno, 25 de septiembre de 1961 |
| -------------------------------------- | --------------------- | --------------------------------------------- |
| Jupiter                                | barítono              | Thomas Stewart                                |
| Mercury                                | bajo                  |                                               |
| Amphitryon, comandante de campo tebano | tenor                 |                                               |
| Alkmene, esposa de Amphitryon          | soprano               | Evelyn Lear                                   |
| Sosias, criado de Amphitryon           | bajo/papel hablado    |                                               |
| Cleanthis, esposa de Sosias            | soprano de coloratura |                                               |
| Un comandante                          | bajo                  |                                               |
| Dos coroneles                          | tenor, bajo           |                                               |